# Хан, Валерий Сергеевич
Валерий Сергеевич Хан (in English Valeriy Khan, род. 1 августа 1959, г. Карши, Кашкадарьинская область, Узбекская ССР, СССР) — советский и узбекский философ, историк, этнолог, социальный антрополог, социолог, доцент кафедры «Политология» Университета мировой экономики и дипломатии.

## Биография
Родился в 1959 в г. Карши. Окончил школу в г. Ташкент с золотой медалью. В 1976 г. поступил на философское отделение исторического факультета ТашГУ, в 1978 г. перевелся на философский факультет МГУ им. М. В. Ломоносова, который окончил в 1982 г. с отличием. Окончил аспирантуру МГУ (1985).
Кандидат философских наук (МГУ, 1986 г.; тема диссертации — «Генезис элементарных логических форм»). Преподавал в Ташкентском институте народного хозяйства (1986—1994). В 1992 г. получил научное звание доцента. Председатель Совета кураторов факультета, ученый секретарь Совета кафедр общественных наук.
С 2000 по 2012 гг. — зам. директора по международным связям Института истории Академии Наук Республики Узбекистан и ведущий научный сотрудник отдела этнологии.
В дальнейшем — главный специалист Центра новейшей истории при Минвуз (2014—2015), советник ректора и директор Центра стратегического планирования Национального университета Узбекистана им. М. Улугбека (2016), советник ректора и зав. кафедрой общественных наук Ташкентского педагогического университета им. Низами (2020—2021 г.).
Преподавал за рубежом (Юж. Корея): Hoseo University (1998—2000), Hanyang University и Sungkyunkwan University (2011).
Приглашался читать гостевые лекции в: США (Колумбийский, Стэнфордский, Калифорнийский, Канзасский, Орегонский, Восточно-Иллинойский университеты, университет Джорджия); Германию (Университет Киль); Южную Корею (Pusan, Кёнсон и Kyungpook National University национальный университеты, Иностранных языков Хангук, университеты Hanyang, Myongji, Kyonggi, Чунан); Россию (Сахалинский государственный университет); Армению (Институт истории НАН РА); Таджикистан (Институт философии и политологии, Институт изучения проблем стран Азии и Европы, Центр стратегических исследований при Президенте РТ), Кыргызстан (American University of Central Asia).

## Научная деятельность
В различные годы — руководитель грантовых проектов Государственного комитета по науке и технике и Министерства инновационного развития Республики Узбекистан.
Автор более 190 работ по древнейшей истории, методологии общественных наук, системе образования и этническим процессам в Узбекистане, корейской диаспоре СНГ, опубликованных в 13 странах мира на различных языках, в том числе 8 персональных монографий и 7 монографий в соавторстве. Автор/соавтор учебников по социологии, философии и новейшей истории.

## Основные работы

#### Книги
- Происхождение мышления: генезис элементарных логических форм. — Т: «Complex print», 2023. — 184 c.
- Хан, Валерий Сергеевич. Историография корейцев Центральной Азии: основные направления и этапы развития. -Т: «Baktria press», 2021. — 624 с. ISBN 978-9943-6233-3-0
- Диаспорные среды (По материалам г. Ташкент. Этносоциологические исследования 2000—2012 гг.) / Отв. ред. Р. М. Абдуллаев. — Т: «Tafakkur», 2013. — 88 с.
- История Кореи. — Т: «Baktria press», 2013. 128 с.
- 한 발레리. 중앙아시아 한인들의 정체성 문제 // 궈 희 영, Valery Han, 반 병 률. «우즈베키스탄 한인의 정체성 연구», 한국정 신문회연 구원, 2001, p. 69-123.
- Основы социологии: Учебник. — Т: «Fan ziyosi», 2023 г. — 288 с.
- Предмет, значение и методология новейшей истории Узбекистана // Новейшая история Узбекистана. Учебник для вузов. — Т: «Адабиёт учкунлари», 2018. — С. 15-36.

#### Статьи
- Русская диаспора Узбекистана: адаптация, идентичность, миграционный потенциал (по данным социологических исследований) // Россия, Сибирь и Центральная Азия: взаимодействие народов и культур. Материалы VII Всероссийской научно-практической конференции с международным участием. Барнаул; 2022.
- Methodological principles in Historical Studies of Ethno-National Identity of Central Asian peoples // The Journal of Central Asian Studies. Vol. XIX, No 1, 2010: Centre of Central Asian Studies, University of Kashmir, India, pp. 1–7. ISSN 0975-086X.
- Beyond Eurocentrism: Асhieving Multiculturalism in Education // Eurasian Inter-university Dialogues on Cooperation for Higher Education Development. Ed. by P. J. Wells and E. Gilder. Bucharest: UNESCO-CEPES, Studies on High Education, 2011, pp. 107–120. ISBN 978-92-9069-200-3.
- Métanation coréenne. Les relations entre la diaspora coréenne et la Corée. Le probléme de la reunification // Qutre-Terre. Revue Européenne de Géopolitique. 2014, No. 39, p. 232—239. ISBN 978-2-84795-287-2 ISSN: 1636-3671.
- On Methodology and Epistemological Situation in Humanities and Social Sciences in Central Asia // Uzbekistan: Political Order, Societal Changes, and Cultural Transformations. Ed. M. Laruelle. Washington, D.C.: The George Washington University, Central Asia Program, 2017, pp. 15–22. ISBN 978-0-9988143-7-7.
- Multiculturalisme ou interculturalisme : vers une nouvelle politique ethnique en Asie centrale // OUTRE-TERRE. Revue Européenne de Géopolitique. 48, revue trimestrielle novembre 2016-janvier 2017, 92-108. ISBN 978-2-84795-371-8 ISSN 1636-3671.
- After 80 years: In the Search for Own Identity // S/N Korean Humanities. Vol. 4, N 1, 2018, pp. 35–47. ISSN 2384-0668.
- Об антиномиях и современном противостоянии в этнологии // Вестник антропологии. 2015, № 1, с. 4-25. ISSN 2311-0546.